# La Révolte des élites et la trahison de la démocratie
La Révolte des élites et la trahison de la démocratie (titre original : The Revolt of the Elites and the Betrayal of Democracy) est un essai de Christopher Lasch, écrit juste avant sa mort et publié de façon posthume en 1995 (1996 pour l'édition française).

## Thématique
Divisé en trois parties, ce livre-testament défend l'idée que la démocratie n'est plus menacée par les masses, mais par ceux qui sont au sommet de la hiérarchie.

## Résumé
Christopher Lasch « fustige la nouvelle classe méritocratique, groupe qui a réussi grâce à la mobilité ascendante offerte par l'éducation et une carrière satisfaisante et qui se définit de plus en plus par l'absence de racines, le cosmopolitisme, le sentiment de ne rien devoir à personne, et des réserves de patriotisme en baisse », et « soutient que cette nouvelle classe 'conserve beaucoup des vices de l'aristocratie sans en avoir les vertus', dans le sens où ils ne ressentent pas 'd'obligations à titre de réciprocité' comme dans l'aristocratie. ».
Lasch analyse l'écart grandissant entre le haut et le bas de l'espace social aux États-Unis. Pour lui, notre époque est déterminée par un phénomène social : la révolte des élites, en référence à La Révolte des masses (1929) du philosophe espagnol José Ortega y Gasset. Selon Lasch, les nouvelles élites, c'est-à-dire les individus qui se situent dans les 20 % les plus aisés, grâce à la mondialisation qui permet une mobilité totale des capitaux, ne vivent plus dans le même monde que leurs concitoyens. En cela, ils s'opposent à la vieille bourgeoisie des XIXe et XXe siècles, qui était contrainte par sa stabilité spatiale à un minimum d'enracinement et d'obligations civiques.
Pour Lasch, la mondialisation a transformé les élites en touristes dans leur propre pays. La dé-nationalisation de la société tend à produire une classe qui se considère comme « citoyens du monde, mais sans accepter... aucune des obligations que le statut de citoyen appartenant à une communauté implique normalement. » Leurs liens avec une culture internationale du travail, des loisirs, de l'information - rendent nombre d'entre eux profondément indifférents à la perspective du déclin national. Au lieu de financer les services publics et le trésor public, les nouvelles élites investissent leur argent dans l'amélioration de leur ghetto volontaire : écoles privées dans leurs quartiers résidentiels, police privée, systèmes de collecte des ordures. Ces élites se sont « retirées de la vie en commun. »
Composées de ceux qui contrôlent les flux internationaux de capitaux et d'informations, qui président les fondations philanthropiques et les établissements d'enseignement supérieur, elles gèrent les instruments de production culturelle et fixent ainsi les termes du débat public. Ainsi, le débat politique se limite principalement aux classes dominantes et les idéologies politiques perdent tout contact avec les préoccupations d'un citoyen ordinaire. Il en résulte que personne n'a de solution appropriée à ces problèmes et qu'il y a de furieuses batailles idéologiques sur des questions connexes. Ceux qui appartiennent aux élites restent cependant à l'abri des problèmes qui touchent les classes populaires : déclin de l'activité industrielle, perte d'emplois qui en résulte, déclin de la classe moyenne, augmentation du nombre de pauvres, élévation du taux de criminalité, développement du trafic de drogue, crise urbaine.